# Голощаповы
Голощаповы — древний русский дворянский род.

## История рода
Аграфена Игнатьевна владела поместьем в Шелонской пятине (1561). Курбат Голощапов, Аграфена, Андрей, Постник и Ворошила Михайловичи владел поместьями в Ряжском уезде (1590-х).
В начале XVII века Игнат Иванович Ермолай, Михаил и Семён Яковлевичи владели поместьями в Орловском уезде. Правый Тимофеевич служил по Ряжску в городовых дворянах (1617). Хрисанф Лукьянович и Фёдор Романович вёрстаны новичным окладом, первый по Рязани, а второй по Мценску (1628). В первой половине XVII века Голощаповы владели поместьями в Ливенском уезде. Григорий Голощапов поручик рейтарского строя (1665).
Игнатий Алимпиевич и Фёдосий Вавилович владели населёнными имениями (1699).